# MetaSDRAM
MetaSDRAM  è una nuova tecnologia per memorie RAM annunciata dalla piccola impresa MetaRAM e Hynix Semiconductor.
Questa tecnologia ha la capacità di far supportare moduli RAM da 4GB a 8GB anche a macchine che supportano fisicamente una quantità di memoria inferiore.